# Żelazny Szlak Rowerowy
Żelazny Szlak Rowerowy – okrężny szlak rowerowy na polsko-czeskim pograniczu o długości 43,1 km. Szlak przebiega przez Jastrzębie-Zdrój, gminę Zebrzydowice, Karwinę, gminę Piotrowice koło Karwiny i gminę Godów. Trasa częściowo przebiega starotorzem linii kolejowych nr 159 i 170.

## Historia

### Geneza
Po 1989 doszło w Polsce do masowego zawieszania i likwidowania nierentownych linii kolejowych. Powodem był nieefektywny, drogi w eksploatacji tabor, niszczejące tory i nadmierna infrastruktura, jak też odpływ pasażerów spowodowany wzrostem liczby samochodów prywatnych. Jednymi ze zlikwidowanych linii były linie łączące Jastrzębie-Zdrój z Wodzisławiem Śląskim i z Zebrzydowicami, na których ruch pasażerski zawieszono 1 czerwca 1997, a na początku XXI wieku również ruch towarowy. 
Na początku 2016 roku ówczesny wójt gminy Godów zaproponował utworzenie trasy rowerowej na bazie dawnych linii kolejowych w regionie. W 2016 roku na zlecenie Urzędu Marszałkowskiego Województwa Śląskiego został przeprowadzony audyt nieczynnych tras kolejowych pod kątem ich adaptacji na szlaki rowerowe, jedną z audytowanych tras była trasa Wodzisław Śląski – Jastrzębie-Zdrój – Zebrzydowice.

### Pierwszy etap

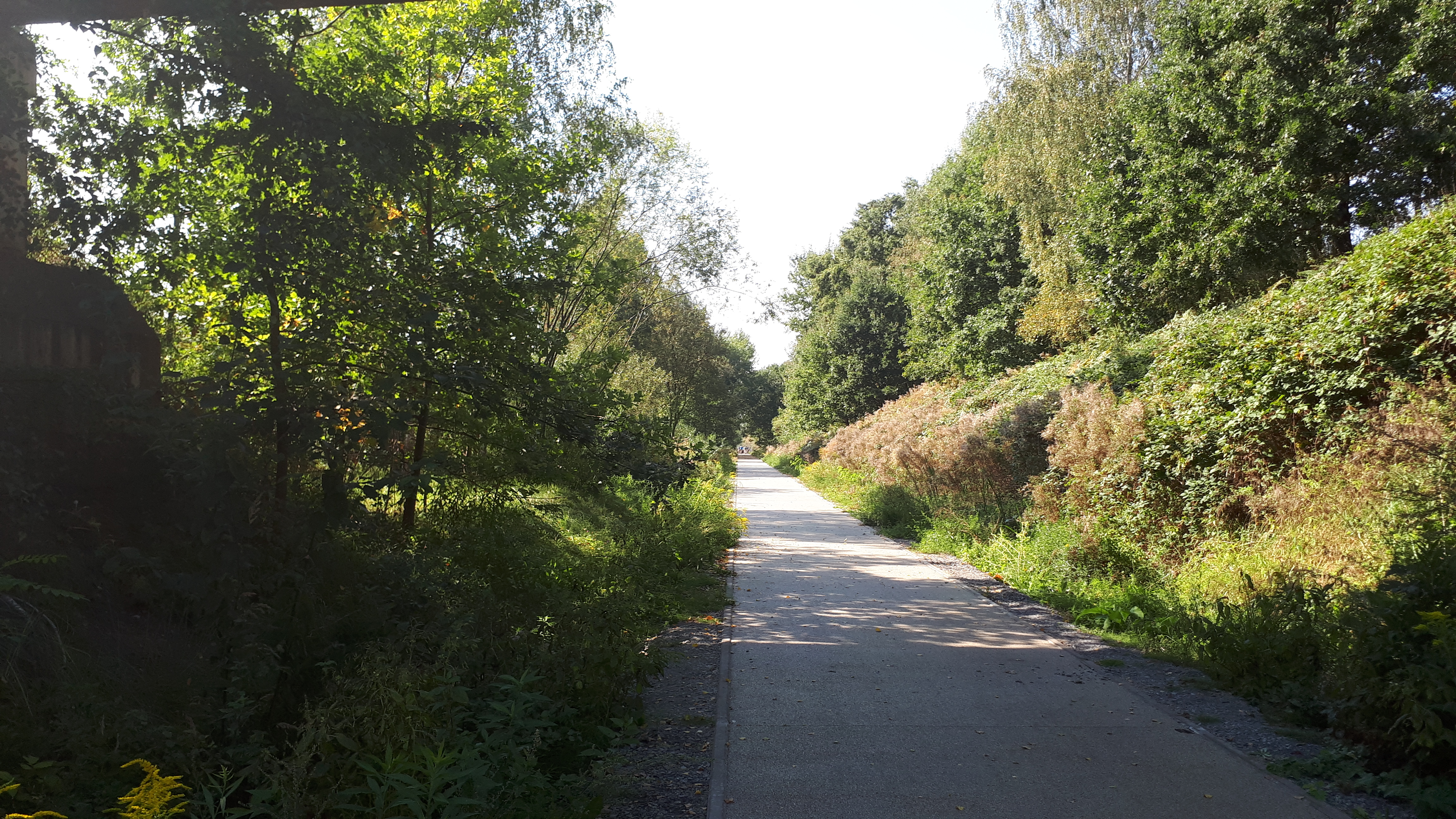
Fragment ŻSR otwarty w 2018 roku

Na początku 2017 roku rozpoczęła się wycinka samosiejek rosnących w torowiskach i rowach, a kolidujących z trasą rowerową.
25 maja 2017 podpisana została umowa na dofinansowanie budowy pierwszego etapu ŻSR w ramach inicjatywy Interreg w ramach Europejskiego Fundusz Rozwoju Regionalnego. Łączne przyznane dofinansowanie wyniosło 1,12 mln euro.
Pod koniec czerwca 2018 gotowy był odcinek trasy biegnący śladem dawnej linii kolejowej nr 159 na terenie Godowa o długości 2,8 km, a na początku sierpnia 2 odcinki w Jastrzębiu-Zdroju: 0,37 km po dawnej linii kolejowej nr 159 i 0,625 km po dawnej linii kolejowej nr 170. W ramach tego etapu oddany został do użytku również odcinek po torowisku linii nr 170 w Zebrzydowicach. 
21 września 2018 odbyło się oficjalne otwarcie szlaku.

### Drugi etap

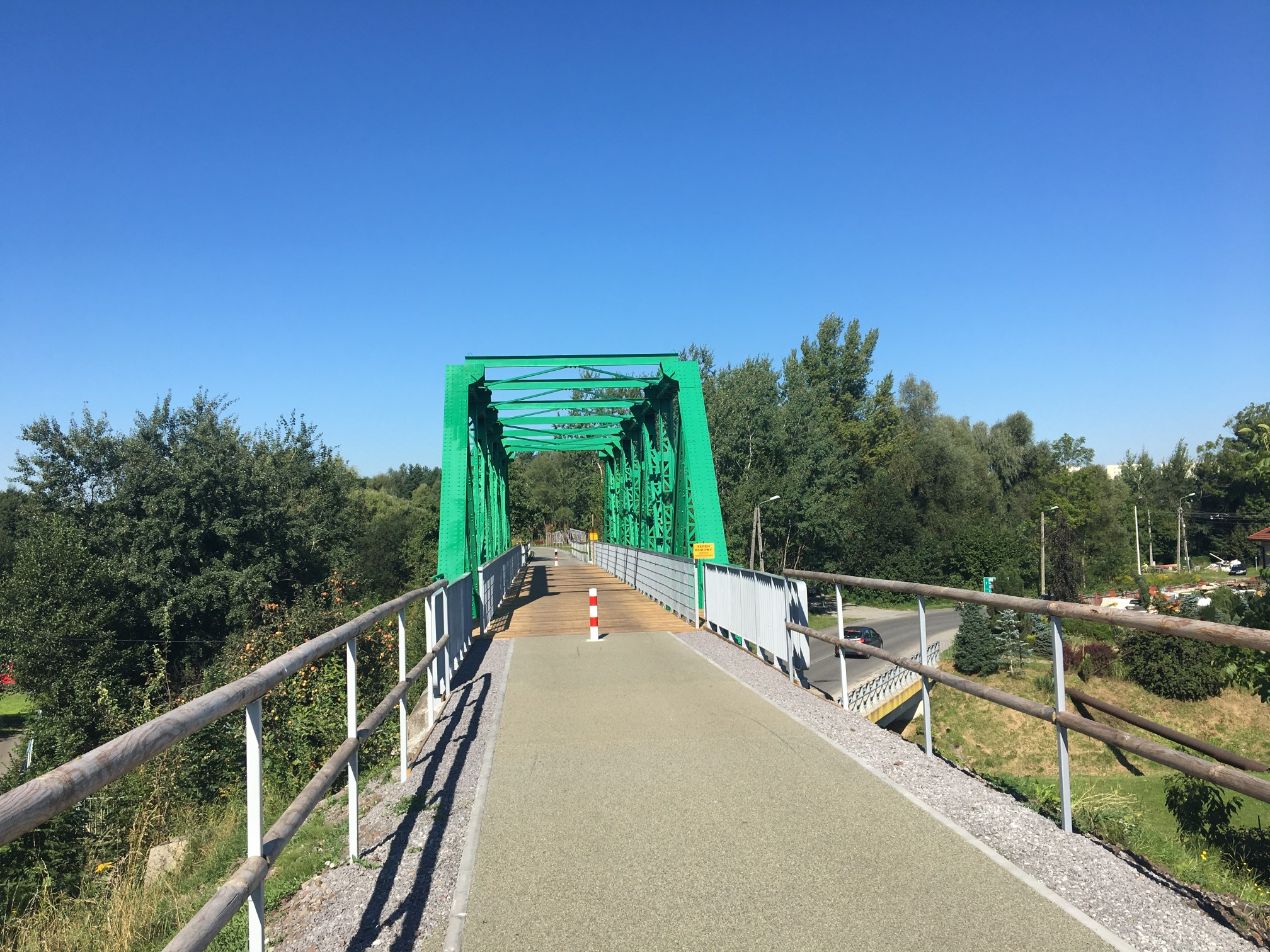
Fragment ŻSR otwarty w 2020 roku

W kwietniu 2018 Komitet Monitorujący Program Interreg V-A Republika Czeska-Polska wydał pozytywną rekomendację odnośnie do przyznania dotacji w wysokości 8,7 mln zł na realizację drugiego etapu budowy Żelaznego Szlaku Rowerowego.
W grudniu 2018 ogłoszono przetarg na budowę odcinka trasy biegnącego śladem dawnej linii kolejowej nr 159 na terenie Łazisk o długości 1,4 km oraz na terenie Zebrzydowic śladem dawnej linii kolejowej nr 170, a w styczniu 2019 miasto Jastrzębie-Zdrój ogłosiło 4 przetargi na budowę odcinka trasy o łącznej długości 8,5 km. 13 marca 2019 podpisano umowę na realizację odcinka na terenie Łazisk. Z dwumiesięcznym opóźnieniem, 10 września 2020 oficjalnie otwarto drugi etap szlaku, po tym jak zbudowano ścieżkę rowerową na terenie Jastrzębia-Zdroju, łącząc ją ze zbudowanymi wcześniej odcinkami w Zebrzydowicach i Godowie. Koszty całej trasy rowerowej to 36 mln zł, po stronie jastrzębskiej to 21 mln zł, z czego prawie 50 proc. to dofinansowanie z Unii Europejskiej.
Na początku 2022 roku przy szlaku uruchomione zostały 2 stacje ładowania rowerów elektrycznych.

## Plany
Urząd Gminy Godów czyni starania odnośnie do przejęcia terenu dawnej stacji kolejowej Godów, gdzie miałby powstać kolejny odcinek trasy oraz miejsca odpoczynku. Rozważane jest również przedłużenie trasy do Wodzisławia Śląskiego.

## Przebieg

Przebieg szlaku w 2018 roku

Szlak tworzy pętlę o długości 43,1 km (25,5 km po polskiej stronie i 17,6 km po czeskiej) przebiegającą po stronie polskiej przez Gołkowice, Godów, Jastrzębie-Zdrój (Szotkowice, Moszczenicę i Ruptawę) i Zebrzydowice oraz po stronie czeskiej Karwinę, Piotrowice koło Karwiny i Zawadę. Pomiędzy Godowem a Jastrzębiem-Zdrojem na odcinku 3,3 km trasa biegnie starotorzem linii kolejowej nr 159, a pomiędzy Jastrzębiem-Zdrojem a Zebrzydowicami na odcinku 3 km starotorzem linii kolejowej nr 170.
Na części trasy biegnącej po dawnym torowisku znajduje się 5 punktów odpoczynkowych, w tym jeden zadaszony w Jastrzębiu-Zdroju Szotkowicach. Centralnym punktem szlaku jest tzw. Stacja Zielony Most - miejsce do rekreacji położone nieopodal mostu nad ulicą profesora Ranoszka i rzeką Szotkówką. W Gołkowicach szlak przebiega obok zabytkowego, drewnianego kościoła św. Anny, a w Karwinie obok zabytkowego pałacu i kościoła.

## Galeria

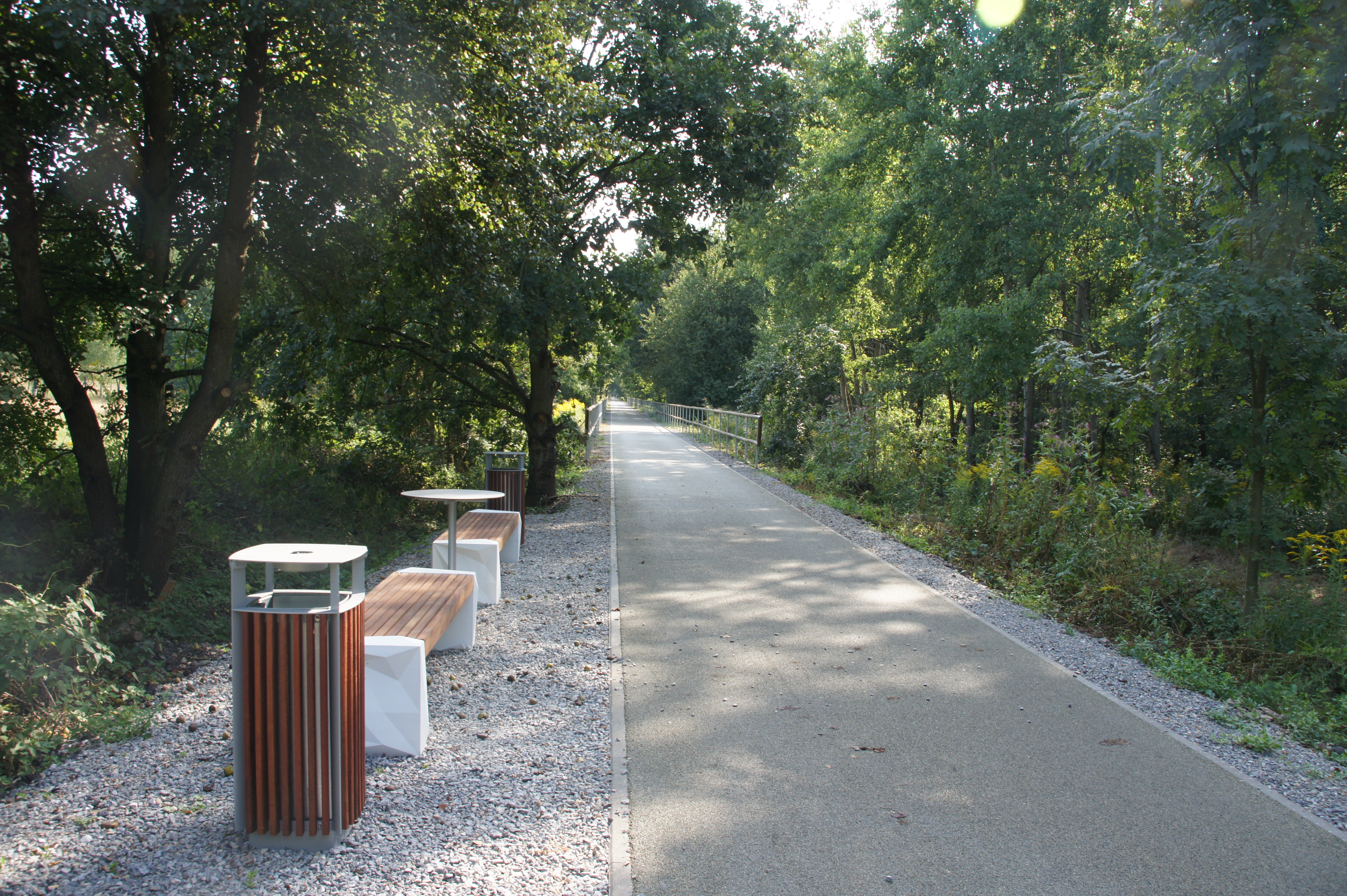
Ścieżka rowerowa w Godowie
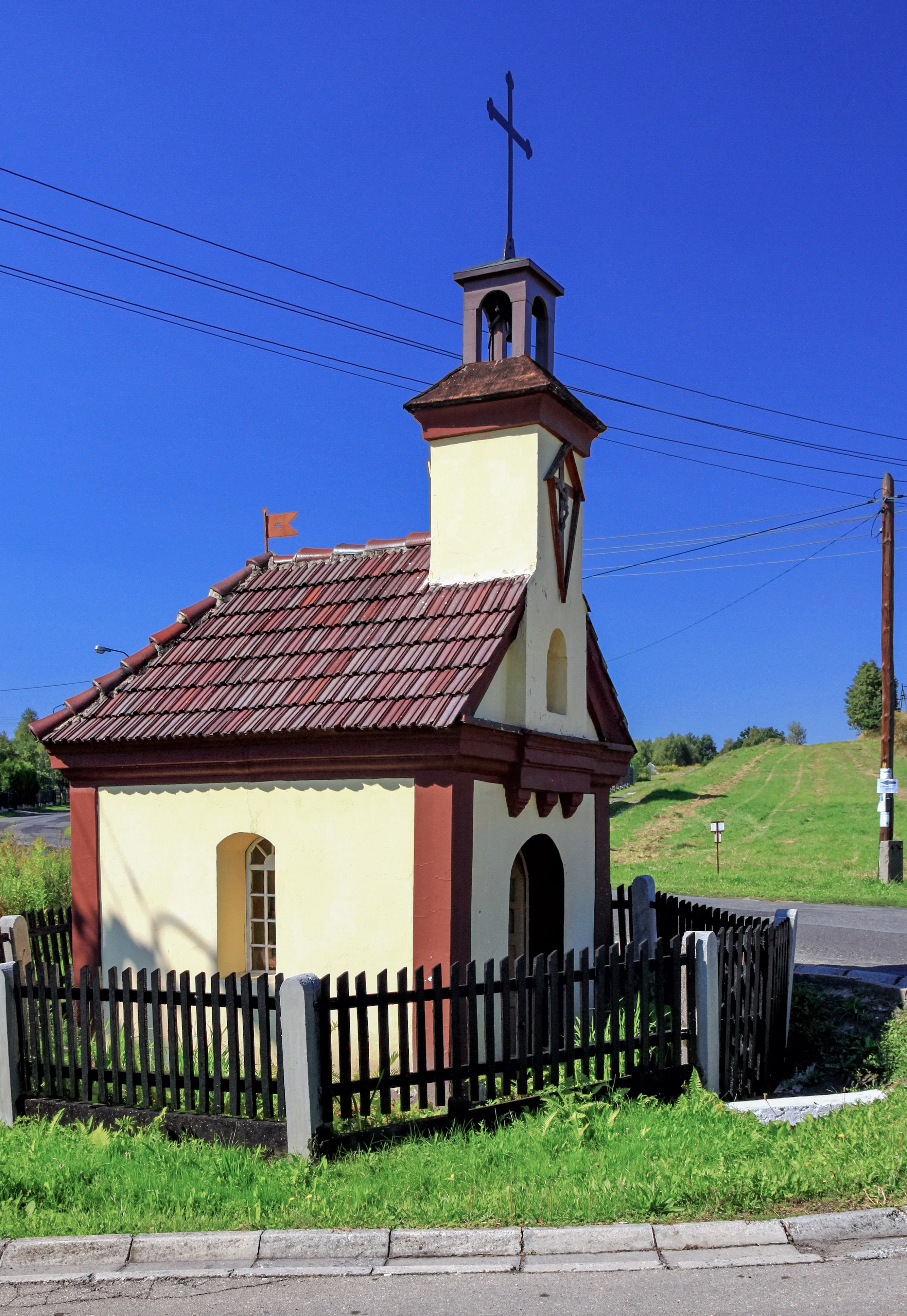
Kaplica św. Jana Nepomucena w Moszczenicy
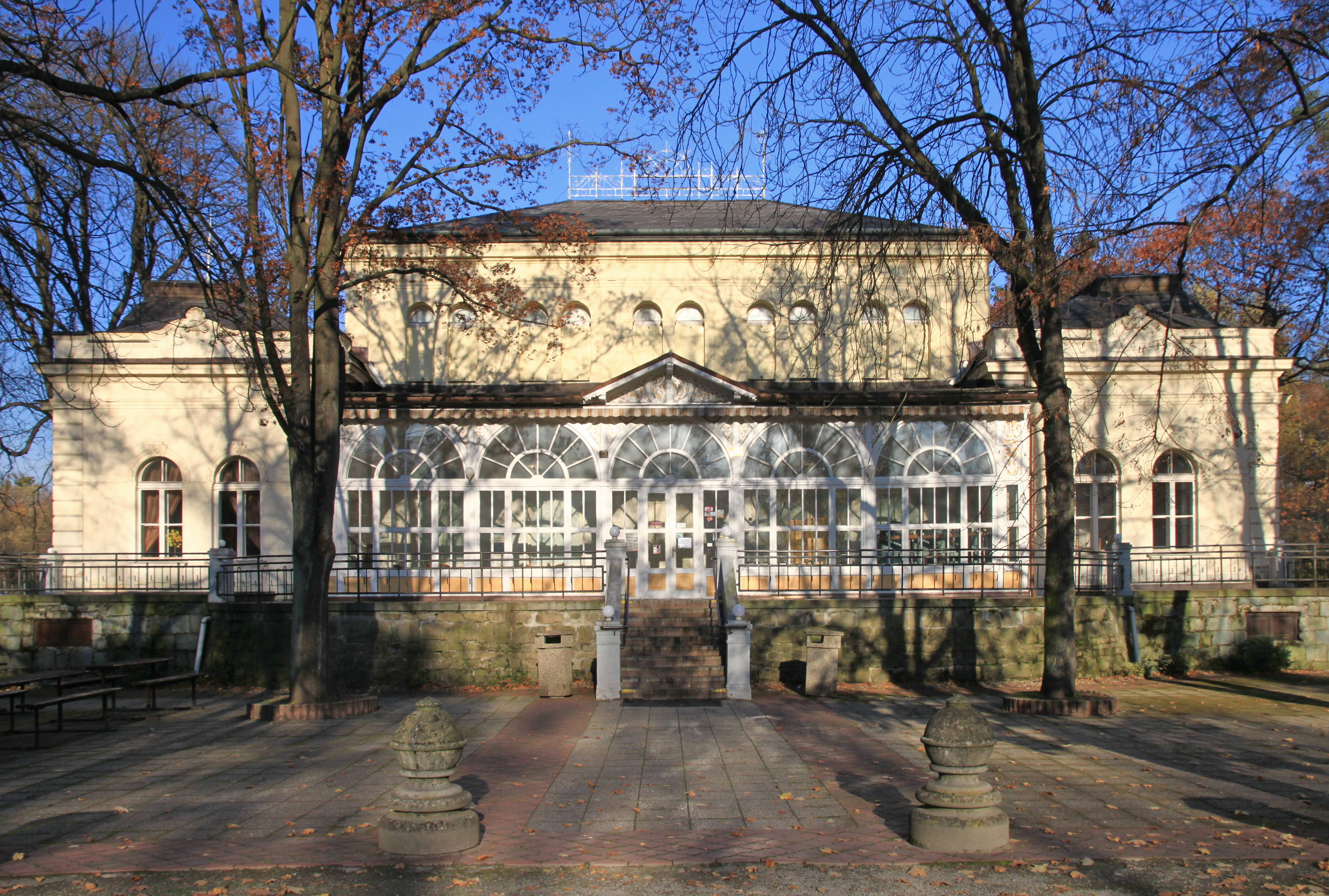
Zabytkowy Dom Zdrojowy w Darkowie
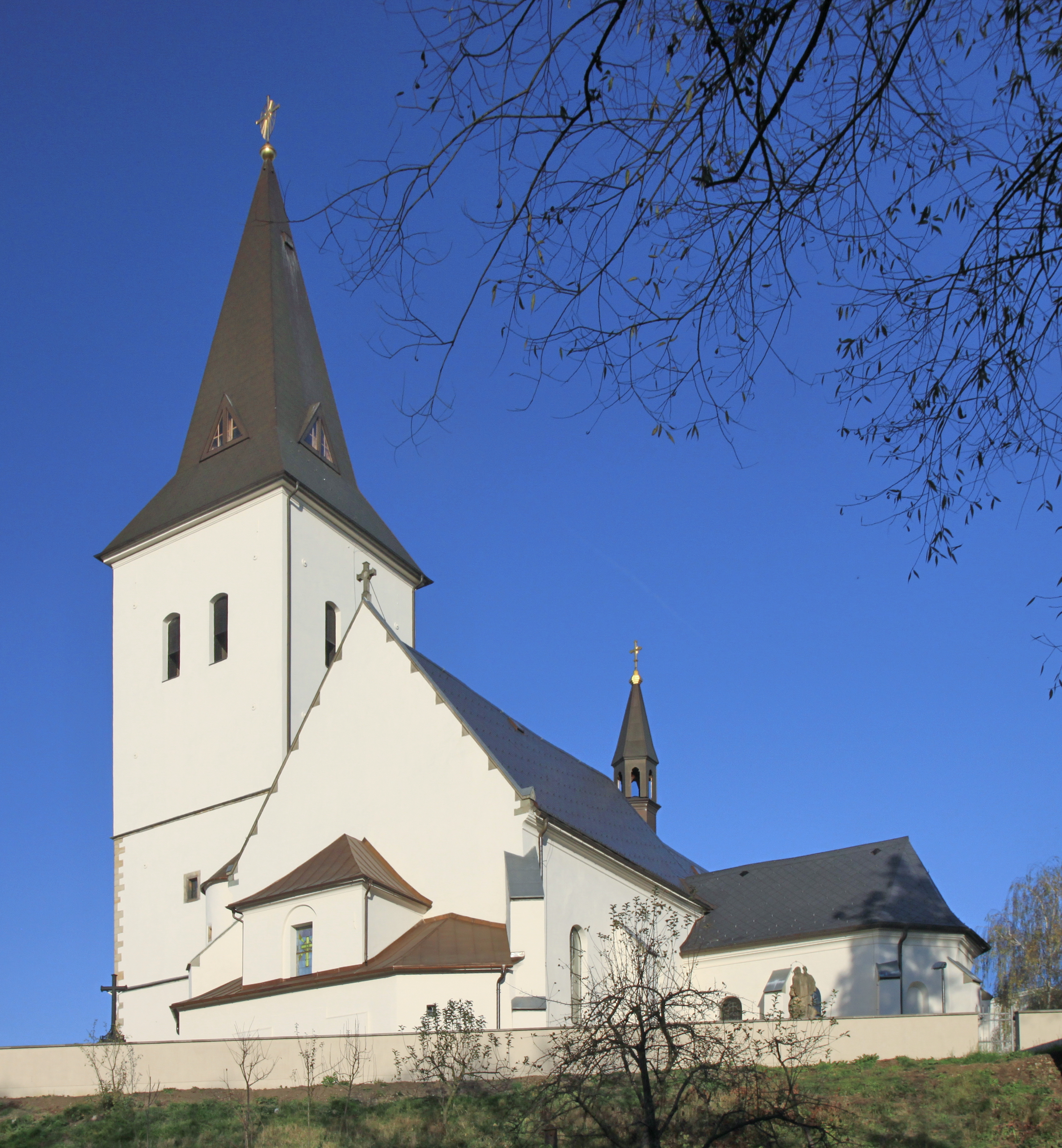
Zabytkowy kościół Podwyższenia Krzyża Świętego we Frysztacie
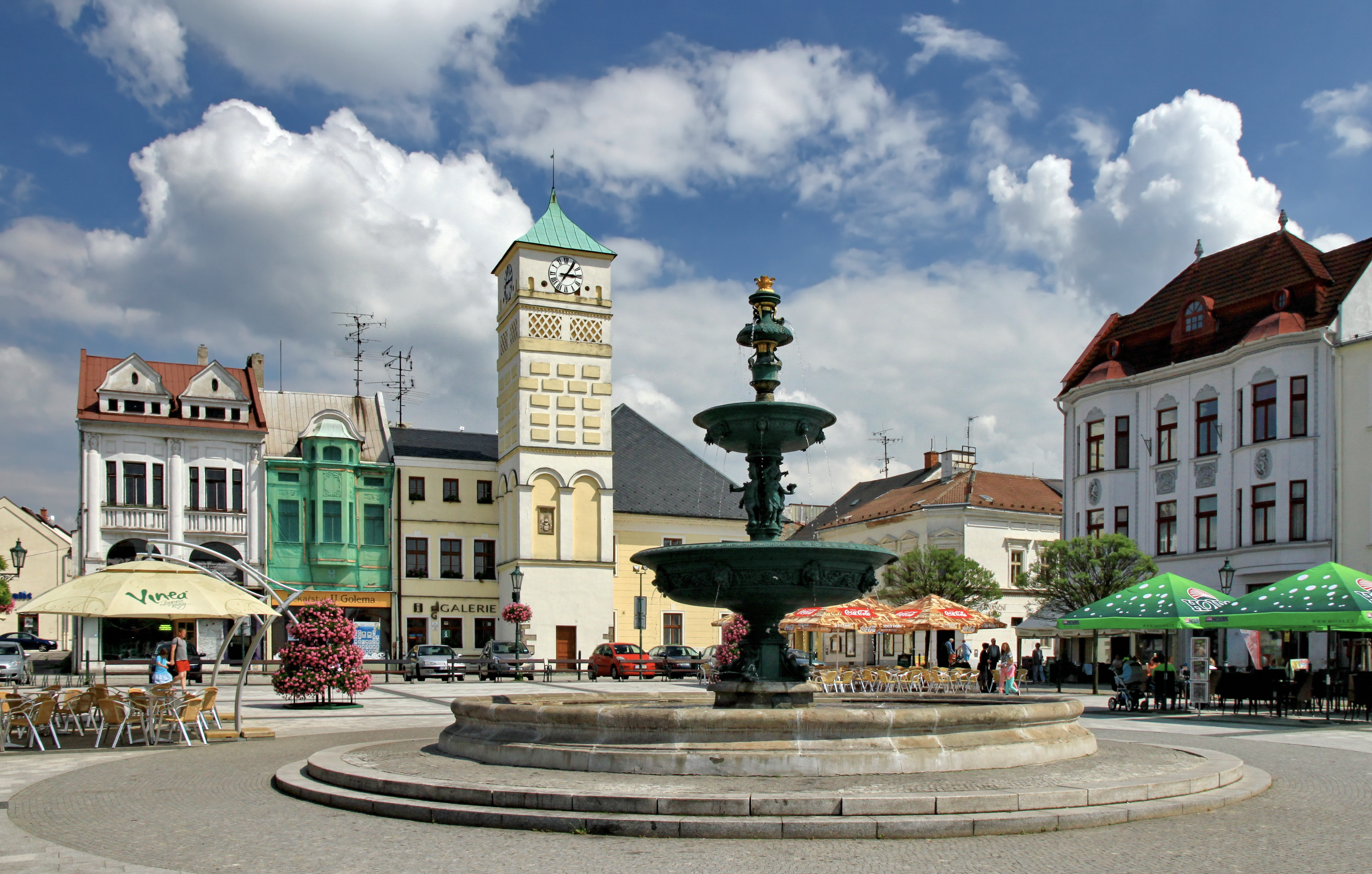
Rynek z ratuszem i fontanną we Frysztacie
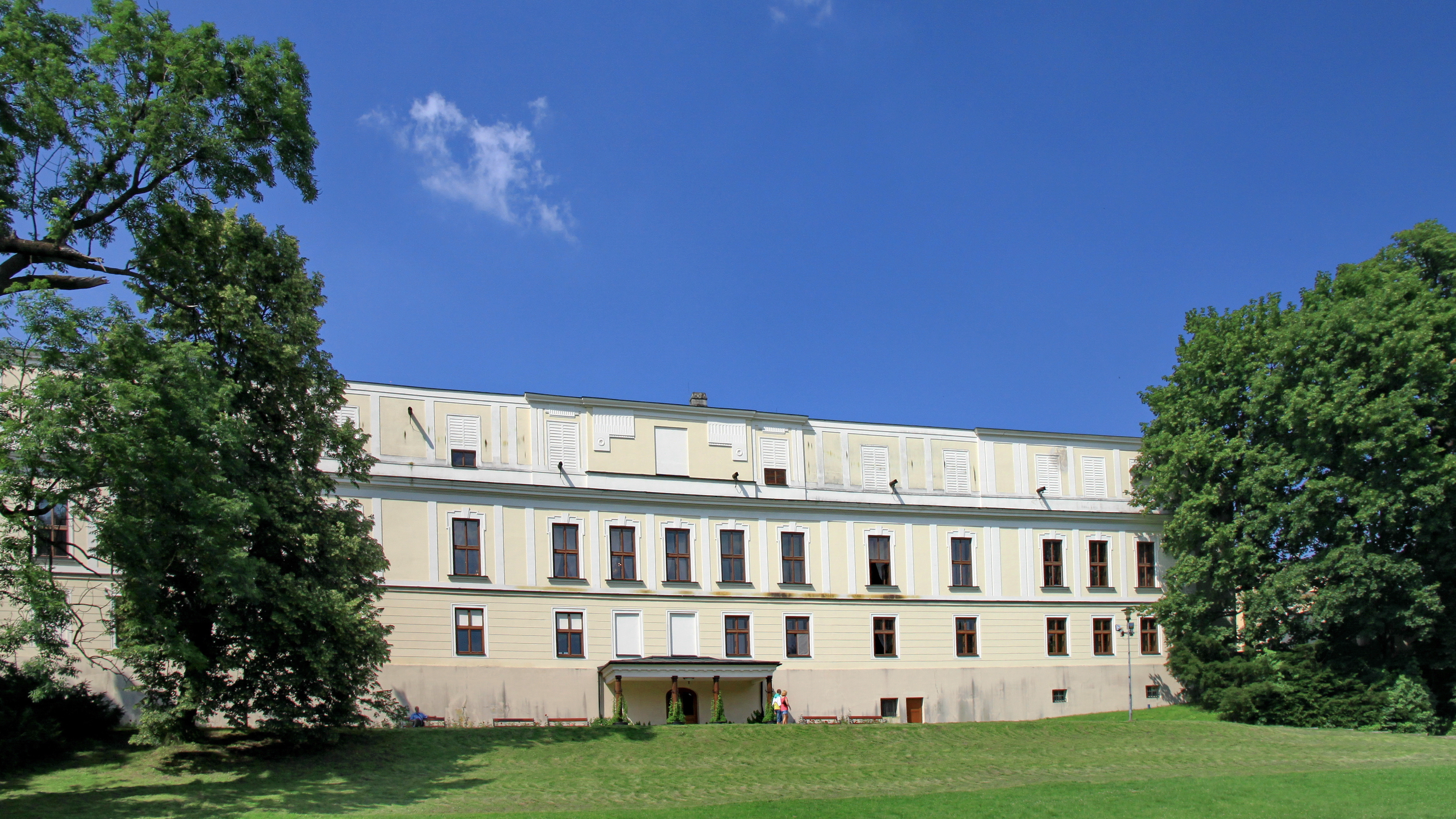
Zabytkowy pałac we Frysztacie
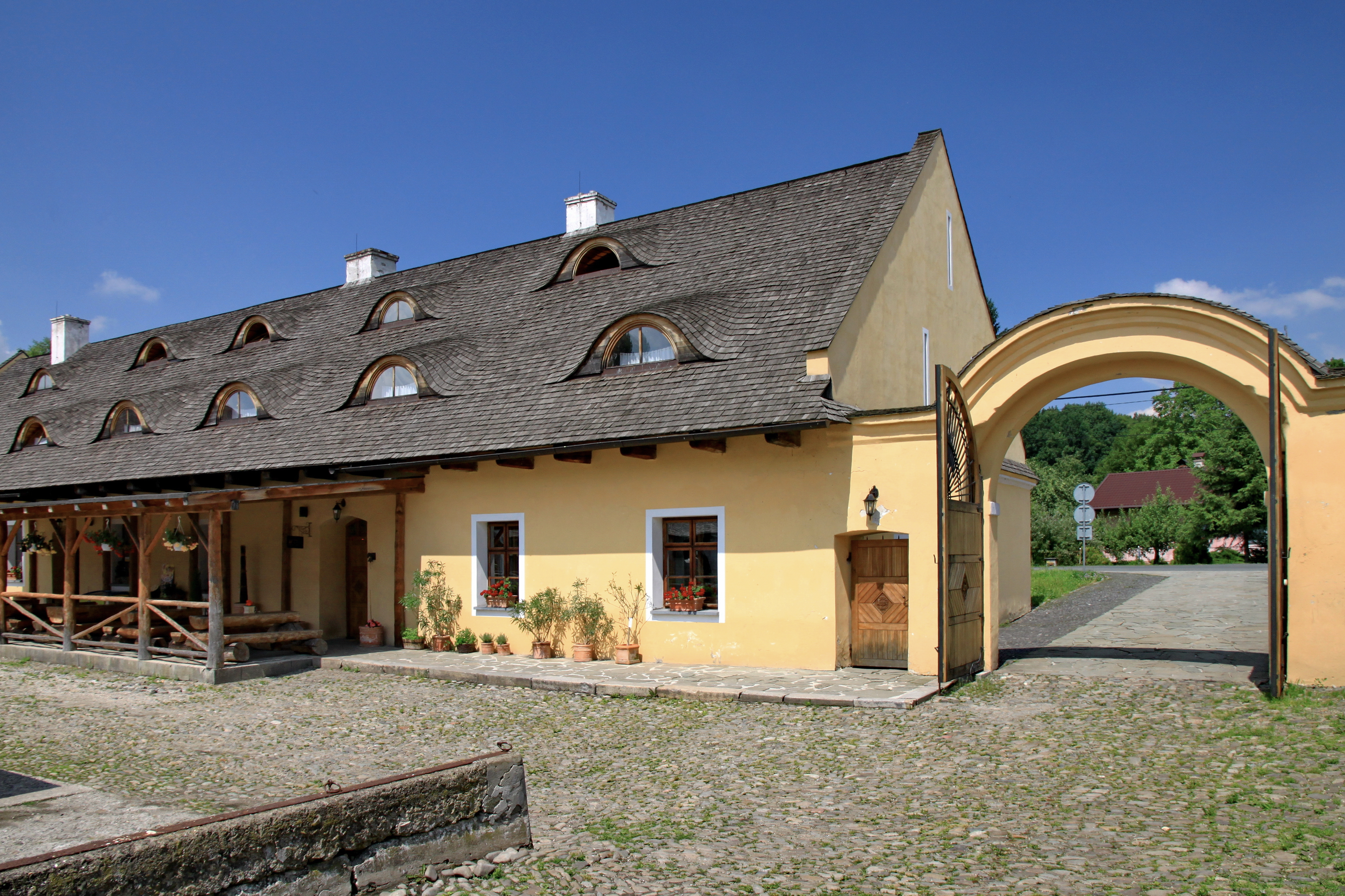
Zabytkowy Dwór Olszyny w Starym Mieście
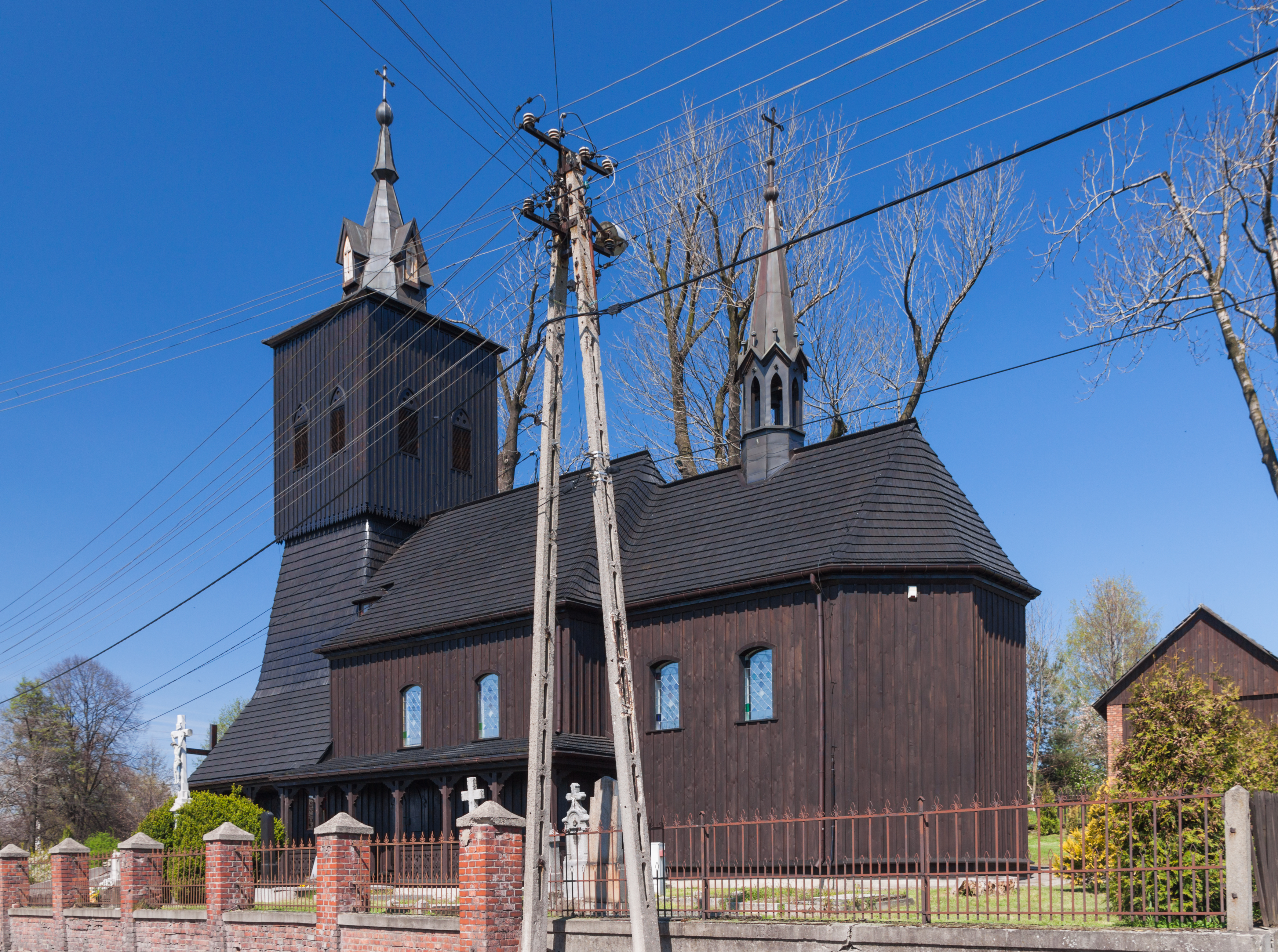
Zabytkowy kościół św. Anny w Gołkowicach
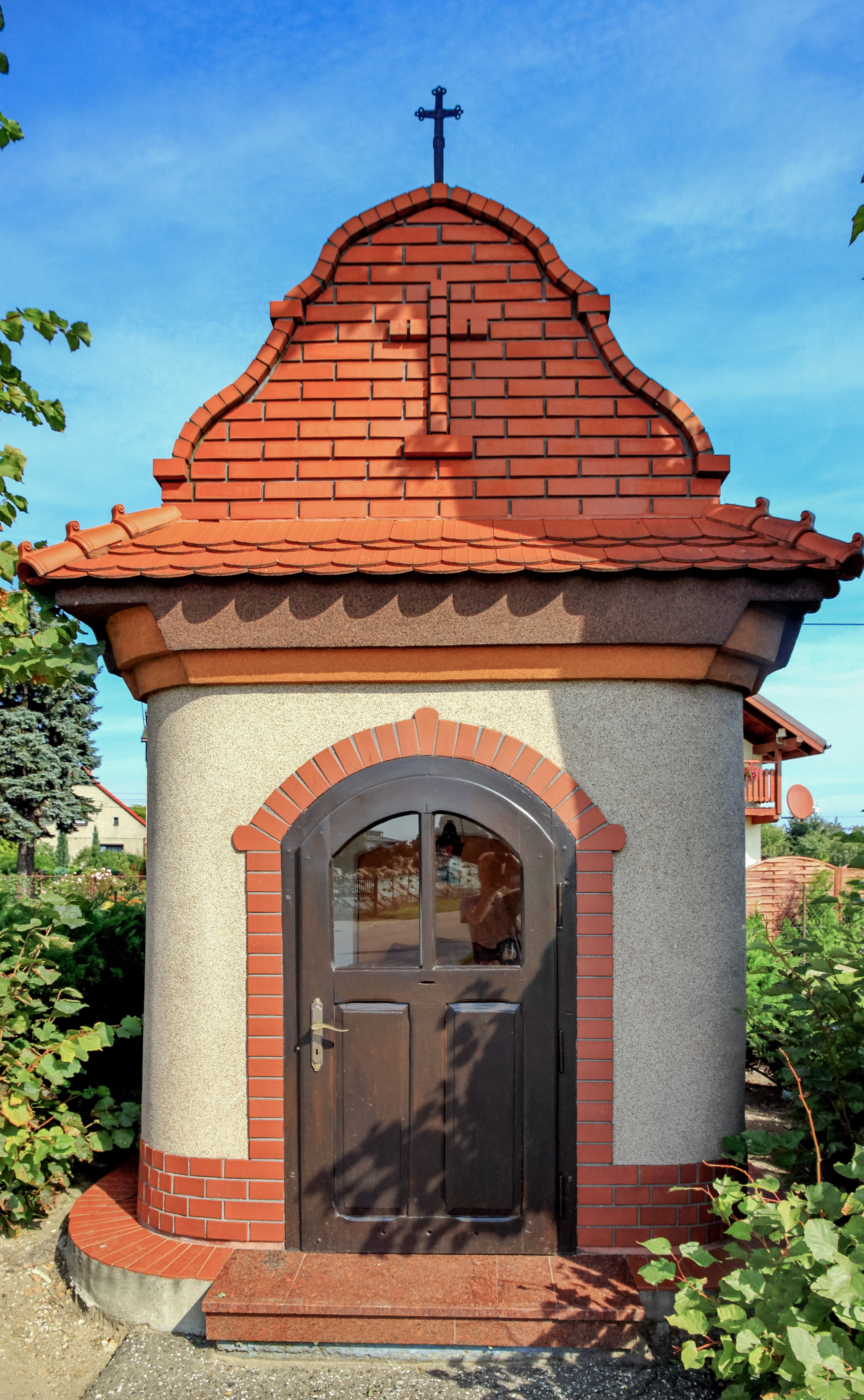
Przydrożna kapliczka w Gołkowicach

## Nagrody i wyróżnienia
- 2021 – tytuł Rowerowa inwestycja roku 2019-2020 przyznany w ramach konkursu RowerPower[23],
- 2021 – wyróżnienie specjalne Marszałka Województwa Śląskiego w konkursie Najlepsza Przestrzeń Publiczna Województwa Śląskiego[24],
- 2021 – nagroda publiczności w konkursie Najlepsza Przestrzeń Publiczna Województwa Śląskiego[24],
- 2023 – tytuł Cud Polski 2023 przyznany przez National Geographic[25] w kategorii województwa śląskiego,
- 2023 – 3. miejsce dla projektu Transgraniczny Festiwal Rowerowy na Żelaznym Szlaku Rowerowym w Polsce i Czechach w kategorii Exemplary Initiatives podczas gali European Greenways Awards zorganizowanej przez European Greenways Association[26].